# 야마자키 가쿠지로

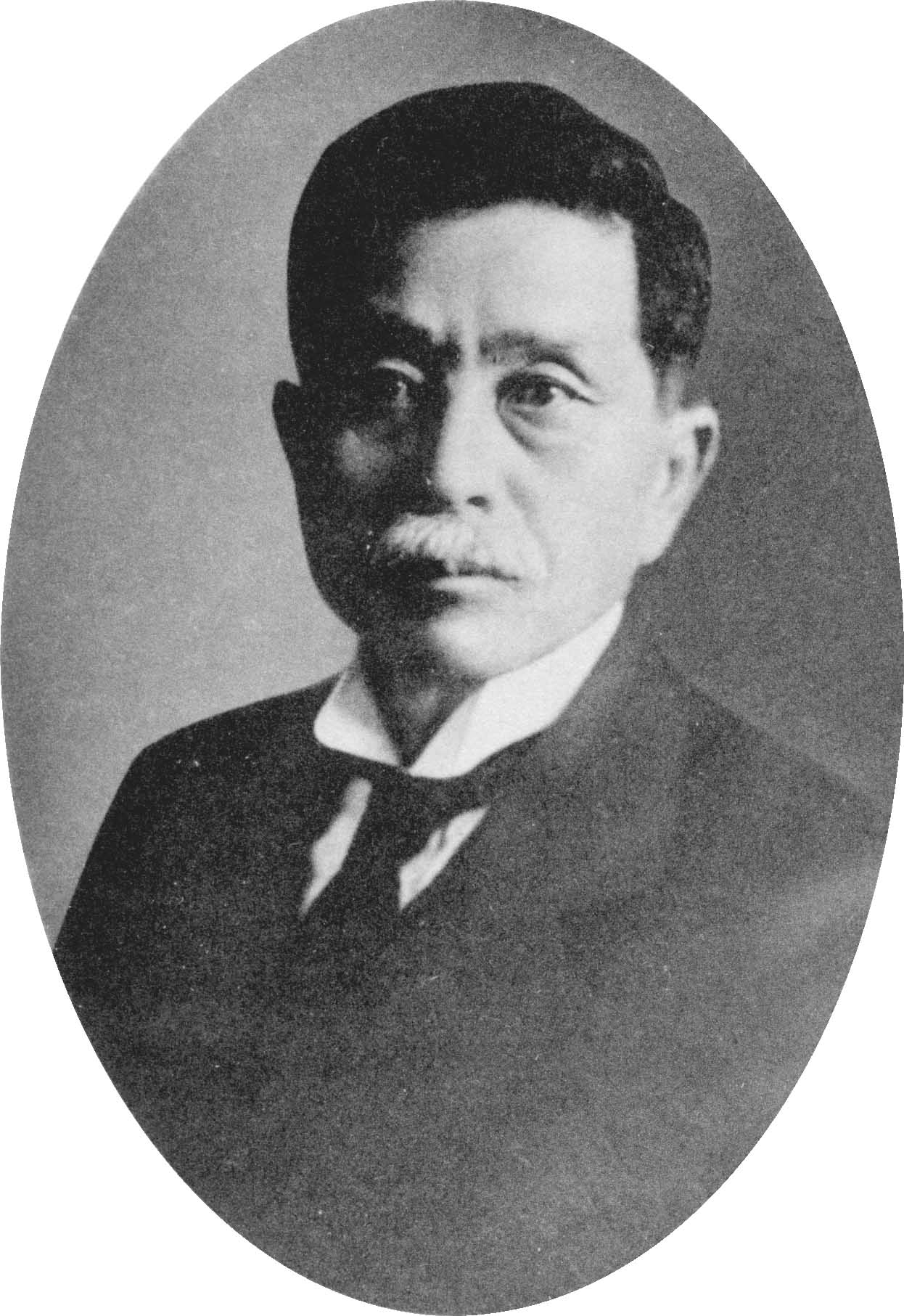
야마자키 가쿠지로

야마자키 가쿠지로(일본어: 山崎覚次郎, 1868년 8월 3일 ~ 1945년 6월 28일)는 일본의 경제학자이다. 법학박사 학위를 가지고 있었으며, 화폐론과 금융론을 주로 연구했다. 시즈오카현 가케가와시 출신으로, 1889년 도쿄 제국 대학 정치학과를 수료했으며 대학원으로 진학했다. 도쿄 제국 대학 법학조교수, 경제학부 교수 등을 지낸 뒤 경제학부장이 되었다. 1897년에 사회정책학회의 설립을 주도하였으며, 학회에서 물러난 뒤 주오 대학 교수, 일본은행 고문, 금융학회 초대 이사장 등을 지냈다. 쇼와 천황의 경제학 교육을 담당하기도 했다.

## 저서
- 《화폐·은행 문제 일반》
- 《한계효용학 개사》